# Salaparuta Cabernet Sauvignon
Il Salaparuta Cabernet Sauvignon è un vino a DOC che può essere prodotto nel comune di Salaparuta in provincia di Trapani.

## Vitigni con cui è consentito produrlo
- Cabernet Sauvignon minimo 85%,
- altri vitigni a bacca nera, non aromatici, idonei alla coltivazione per la provincia di Trapani, fino ad un massimo del 15%.

## Caratteristiche organolettiche
- colore: rosso rubino intenso;
- profumo: caratteristico, intenso, fruttato;
- sapore: asciutto, caratteristico, armonico, speziato;

## Produzione
Provincia, stagione, volume in ettolitri